# العلاقات الناميبية الهايتية
العلاقات الناميبية الهايتية هي العلاقات الثنائية التي تجمع بين ناميبيا وهايتي.

## مقارنة بين البلدين
هذه مقارنة عامة ومرجعية للدولتين:
| وجه المقارنة                                              | ناميبيا      | هايتي                                |
| --------------------------------------------------------- | ------------ | ------------------------------------ |
| المساحة (كم2)                                             | 825.62 ألف   | 27.75 ألف                            |
| عدد السكان (نسمة)                                         | 2.53 مليون   | 10.98 مليون                          |
| الكثافة السكانية (ن./كم²)                                 | 3.06         | 395.68                               |
| العاصمة                                                   | ويندهوك      | بورت أو برانس                        |
| اللغة الرسمية                                             | لغة إنجليزية | لغة فرنسية، اللغة الكريولية الهايتية |
| العملة                                                    | دولار ناميبي | جوردة هايتية                         |
| الناتج المحلي الإجمالي (بليون دولار)                      | 13.24 مليار  | 8.41 مليار                           |
| الناتج المحلي الإجمالي (تعادل القوة الشرائية) بليون دولار | 25.60 مليار  | 18.82 مليار                          |
| الناتج المحلي الإجمالي الاسمي للفرد دولار أمريكي          | 4.67 ألف     | 818                                  |
| الناتج المحلي الإجمالي للفرد دولار أمريكي                 | 9.96 ألف     | 1.73 ألف                             |
| مؤشر التنمية البشرية                                      | 0.628        | 0.483                                |
| رمز المكالمات الدولي                                      | +264         | +509                                 |
| رمز الإنترنت                                              | .na          | .ht                                  |
| المنطقة الزمنية                                           | ت ع م+02:00  | 00                                   |

## منظمات دولية مشتركة
يشترك البلدان في عضوية مجموعة من المنظمات الدولية، منها:
| علم المنظمة | اسم المنظمة                                 | تاريخ انضمام ناميبيا | تاريخ انضمام هايتي |
| ----------- | ------------------------------------------- | -------------------- | ------------------ |
|             | البنك الدولي للإنشاء والتعمير               | 25 سبتمبر 1990       | 8 سبتمبر 1953      |
|             | منظمة التجارة العالمية                      | ?                    | ?                  |
|             | منظمة حظر الأسلحة الكيميائية                | ?                    | ?                  |
|             | الأمم المتحدة                               | 23 أبريل 1990        | 24 أكتوبر 1945     |
|             | مجموعة دول أفريقيا والكاريبي والمحيط الهادئ | ?                    | ?                  |
|             | منظمة الشرطة الجنائية الدولية               | ?                    | ?                  |
|             | وكالة ضمان الاستثمار متعدد الأطراف          | 25 سبتمبر 1990       | 11 ديسمبر 1996     |
|             | يونسكو                                      | 2 نوفمبر 1978        | 18 نوفمبر 1946     |
|             | مؤسسة التمويل الدولية                       | 25 سبتمبر 1990       | 20 يوليو 1956      |
|             | الاتحاد البريدي العالمي                     | ?                    | ?                  |
|             | الاتحاد الدولي للاتصالات                    | 25 يناير 1984        | 10 أكتوبر 1927     |

## وصلات خارجية
- موقع وزارة الخارجية الهايتية